# Joana, Condessa da Flandres
Joana da Flandres, ou Joana de Constantinopla (c.1200? - 5 de dezembro de 1244), governou como Condessa de Flandres e de Hainaut de 1205, até a sua morte. Ela era a filha mais velha de Balduíno IX, Conde de Flandres e de Hainaut e Imperador Latino, e Maria de Champanhe.

## Biografia
Órfã desde muito cedo, durante a Quarta Cruzada, já que tanto o pai como a mãe faleceram na Terra Santa no espaço de um ano, Joana foi criada, em Paris, sob a tutela do Rei Filipe II de França. O rei, com apoio da duquesa Teresa de Portugal, arranjou o seu casamento com o Infante Fernando de Portugal, em 1212. Teresa aproveitara a evasão dos seus sobrinhos, irmãos de Afonso II de Portugal, para tentar estabelecer uma aliança vantajosa perto de si, e viu esta possibilidade quando conseguiu de Filipe Augusto o consentimento para que a jovem herdeira da Flandres, se casasse com o seu sobrinho Fernando. Várias fontes mostram o papel fundamental de Teresa na preparação deste casamento. Teresa também apoiou o crescimento político de Fernando e ganhou ascendência sobre as suas duas sobrinhas-netas.
Fernando rapidamente virou-se contra o rei de França, começando uma guerra que terminou com a derrota de Bouvines e a sua prisão. Joana, então, passou a governar  sozinha. Ela enfrentou a rivalidade de sua irmã mais nova, Margarida, bem como a revolta de seus domínios - guiada por um homem que afirmava ser o seu pai. Após o fim da guerra, Fernando foi solto, mas morreu pouco depois. Joana teria tido uma filha, Maria, mas que não sobreviveu muito tempo. Joana, sem herdeiros, casou-se então com Tomás II de Saboia. Ela morreu em 1244, na Abadia de Marquette, perto de Lille, tendo sobrevivido seu único filho, uma filha de Fernando.
As políticas de Joana favoreceram o desenvolvimento económico nos seus municípios; na verdade, ela concedeu várias cartas para as cidades flamengas. Ela desempenhou um papel importante no desenvolvimento das ordens Mendicantes, os Beguinos, os Vitorinos e hospital das comunidades em seus domínios (sem esquecer as tradicionais ordens religiosas). Sob o seu reinado, ocorreram transformações no lugar da mulher na sociedade e na igreja.
O Manessier da Continuação (também chamado de Terceira Continuação), um dos romances do Conto do Graal foi escrito por Joana, bem como a Vida de Santa Marta de Wauchier de Denain. O primeiro romance holandês, Van den vos Reynaerde, foi escrito por um clérigo de sua corte.
Existem várias pinturas ou esculturas representando a Condessa, na França e na Bélgica, bem como dois Géants du Nord.